# Давление торможения
В гидродинамике давление торможения (или давление Пито) — это статическое давление в точке нулевой скорости потока жидкости. В этой точке скорость жидкости равна нулю. В несжимаемом потоке давление торможения равно сумме статического и динамического давления набегающего потока.
Давление торможения иногда называют давлением Пито, потому что оно измеряется с помощью трубки Пито.

## Величина
Величина давления торможения может быть получена из уравнения Бернулли для несжимаемого потока и без изменения высоты. Для любых двух точек 1 и 2:
{\displaystyle P_{1}+{\tfrac {1}{2}}\rho v_{1}^{2}=P_{2}+{\tfrac {1}{2}}\rho v_{2}^{2}}
Рассмотрим это уравнение применительно к двум точкам: 1) «Статической точке», которая находится вдали от самолёта и движется относительно него со скоростью {\displaystyle v}; и 2) «Точке торможения», где жидкость находится в состоянии покоя относительно измерительного устройства (например, на конце трубки Пито в самолете).
Тогда
{\displaystyle P_{\text{static}}+{\tfrac {1}{2}}\rho v^{2}=P_{\text{stagnation}}+{\tfrac {1}{2}}\rho (0)^{2}}
или 
{\displaystyle P_{\text{stagnation}}=P_{\text{static}}+{\tfrac {1}{2}}\rho v^{2}}
где
{\displaystyle P_{\text{stagnation}}} — давление торможения;
{\displaystyle \rho \;} — плотность среды;
{\displaystyle v} — скорость потока;
{\displaystyle P_{\text{static}}} — статическое давление.
Таким образом, давление торможения больше  статического давления на величину {\displaystyle {\tfrac {1}{2}}\rho v^{2}} которое называется «динамическим» давлением, потому что оно является результатом движения жидкости. В нашем примере с самолетом давление торможения будет составлять атмосферное давление плюс динамическое давление.
Однако в сжимаемом потоке плотность жидкости в точке торможения выше, чем в точке статики. Следовательно, выражение {\displaystyle {\tfrac {1}{2}}\rho v^{2}} не равно динамическому давлению. Для многих целей в сжимаемом потоке энтальпия торможения или температура торможения играет роль, аналогичную давлению торможения в несжимаемом потоке.

## Сжимаемый поток
Давление торможения — это статическое давление, которое газ сохраняет при изоэнтропическом состоянии покоя от числа Маха M. 
{\displaystyle {\frac {p_{t}}{p}}=\left(1+{\frac {\gamma -1}{2}}M^{2}\right)^{\frac {\gamma }{\gamma -1}}\,}
или, предполагая изоэнтропический процесс, давление торможения можно рассчитать из отношения температуры торможения к статической температуре:
{\displaystyle {\frac {p_{t}}{p}}=\left({\frac {T_{t}}{T}}\right)^{\frac {\gamma }{\gamma -1}}\,}
где
{\displaystyle p_{t}} — давление торможения;
{\displaystyle p} — статическое давление;
{\displaystyle T_{t}} — температура торможения;
{\displaystyle T} — статическая температура.
{\displaystyle \gamma } соотношение удельных теплоемкостей.
Приведенный выше вывод справедлив только для случая, когда газ считается калорийно идеальным (удельная теплоемкость и соотношение удельной теплоемкости {\displaystyle \gamma } не зависят от температуры).

## Внешние ссылки
- Pitot-Statics and the Standard Atmosphere
- F. L. Thompson (1937) The Measurement of Air Speed in Airplanes, NACA Technical note #616, from SpaceAge Control.